# Eugoa vagigutta
Eugoa vagigutta är en fjärilsart som beskrevs av Walker 1862. Eugoa vagigutta ingår i släktet Eugoa och familjen björnspinnare. Inga underarter finns listade i Catalogue of Life.